# Cumhuriyet, Ordu
Cumhuriyet là một xã thuộc thành phố Ordu, tỉnh Ordu, Thổ Nhĩ Kỳ. Dân số thời điểm năm 2010 là 422 người.